# عایشه خرم
عایشه خرم فرزند کریم خرم (متولد ۱۹۹۹ شهر کابل) یکی از فعالین حقوق بشر و حقوق زنان اهل افغانستان می‌باشد.
وی در سال ۲۰۱۹ در یک رقابت آزاد از میان هشتاد نامزد منحیث نماینده جوانان افغانستان در سازمان ملل متحد انتخاب گردید. وی درباره برنامه‌هایش در گفتگو با طلوع نیوز چنین گفت: «خط سرخ من نه تنها زن‌هایی هستند که در مرکز زنده گی می‌کنند که از حق تعلیم و تحصیل مستفید شده‌اند، بلکه زن‌هایی هستند که در ولایت‌ها تحت حاکمیت طالبان زنده گی می‌کنند و زن‌هایی که حتی فکر تعلیم و تحصیل در ذهن شان نیست هستند.»
وی یکی از فعالین حقوق بشر به ویژه حقوق زنان می‌باشد. و از چندین سال به اینطرف مصروف همکاری با سازمان‌های مختلف حقوق بشری بوده است.
پس از سقوط نظام جمهوریت افغانستان و ممنوعیت تحصیل دختران بانو خرم با همکاری چندین دانشگاه خارجی توانسته است نهادی را تأسیس نماید تا دختران بتوانند بشکل آنلاین از طریق انترنت به تحصیلات خویش ادامه بدهند.